# Musée Bait Al Baranda
Le Musée Bait Al Baranda (en arabe : بيت البرندة) est un musée du Sultanat d'Oman situé à Mascate, la capitale, dont il retrace l'histoire depuis les origines.

## Histoire
Bait Al Aranda signifie littéralement « la maison à la véranda ». On l'appelle aussi Bait Nasib (« la maison de Nasib »), du nom de son premier propriétaire, Nasib bin Mohamed, qui se fit construire cette résidence secondaire à la fin du XIXe siècle, mais ne l'habita jamais. Cependant la date qui figure sur la porte d'entrée, 1350H – c'est-à-dire 1931 selon le calendrier grégorien – suggère que la façade fut probablement ajoutée plus tardivement.  

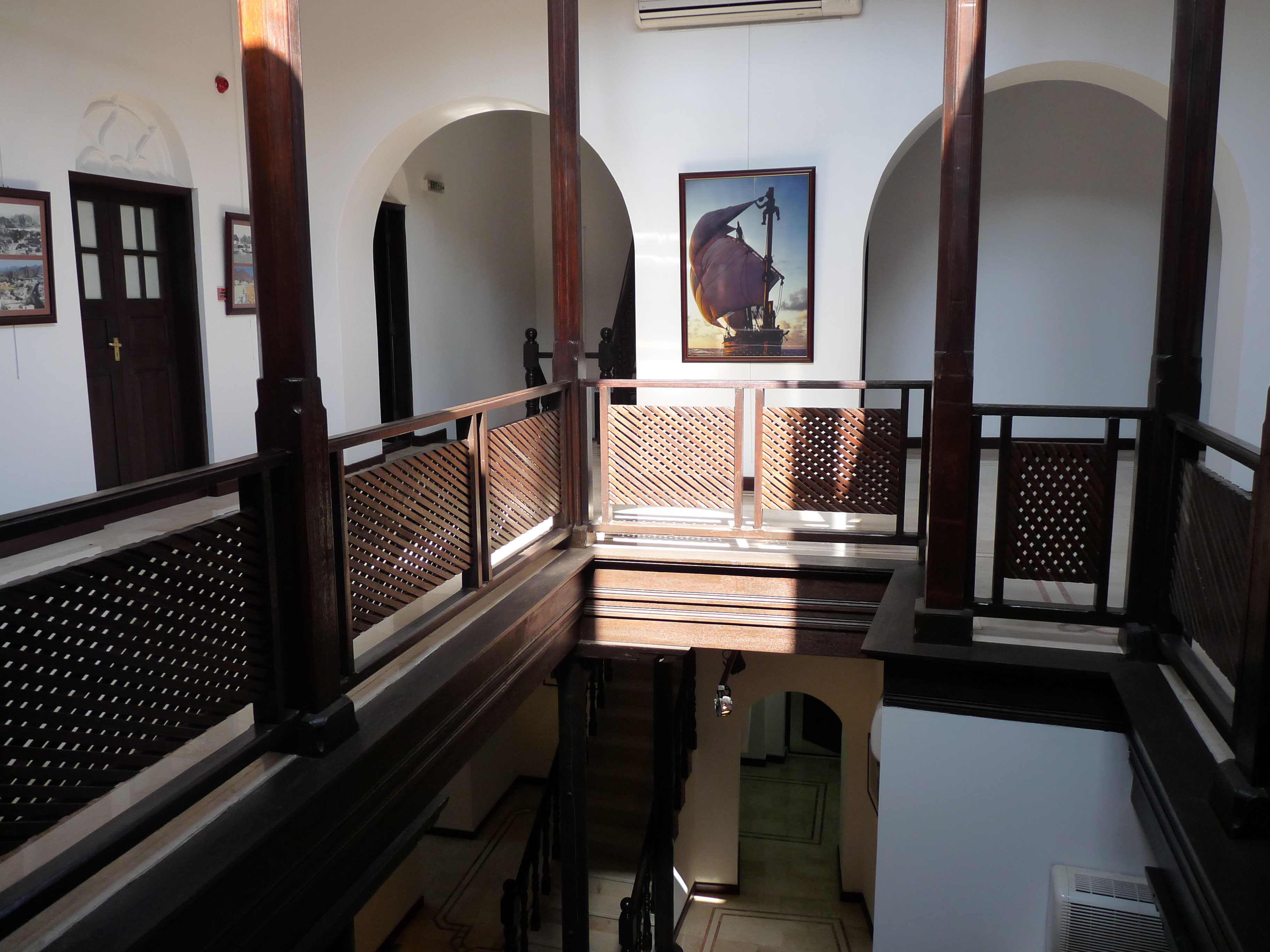
Architecture intérieure

En 1909 le bâtiment est loué à la mission américaine qui la transforme en clinique. La mission quitte les lieux en 1933 au moment de la construction dans le quartier de l'hôpital Al-Ramah. Plusieurs locataires se succèdent alors dans la bâtisse jusqu'à ce que le British Council, en 1972, la reprenne et la rénove pour y aménager notamment des salles de cours et une bibliothèque. Des architectes y installent leur cabinet entre 1984 et 1989, et, sept ans plus tard, le Ministère du Patrimoine et de la Culture la restaure, mais n'en fait finalement pas usage.
La municipalité de Mascate prend en charge le bâtiment en 2004 et, après de nouveaux travaux, le musée ouvre ses portes le 16 décembre 2006.